# Fläckig piggstjärt
Fläckig piggstjärt (Premnoplex brunnescens) är en fågel i familjen ugnfåglar inom ordningen tättingar.

## Utseende och läte
Fläckig piggstjärt är en liten och mörk tätting. Den är övervägande mörkbrun med varmbeige strupe och fläckar nerför bröstet. Könen är lika. Lätet är en snabb, fallande och klingande drill.

## Utbredning och systematik
Fläckig piggstjärt delas in i åtta underarter med följande utbredning:
- Premnoplex brunnescens brunneicauda – subtropiska höglandet i Costa Rica och västra Panama
- Premnoplex brunnescens distinctus – subtropiska bergen i centrala Panama (Veraguas)
- Premnoplex brunnescens mnionophilus – bergstrakter i Panama (västra San Blas)
- Premnoplex brunnescens albescens – subtropiska bergstrakter i östra Panama (Cerro Tacarcuna)
- Premnoplex brunnescens coloratus – subtropiska Sierra Nevada de Santa Marta (nordöstra Colombia)
- Premnoplex brunnescens brunnescens – Anderna i Colombia, Venezuela, Ecuador och norra Peru
- Premnoplex brunnescens stictonotus – sydöstra Peru (Puno) och västra Bolivia (La Paz och Cochabamba)
- Premnoplex brunnescens rostratus – bergstrakter i norra Venezuela (Lara, Aragua, Carabobo och Miranda)

Underarterna distinctus och mnionophilus inkluderas ofta i ’’brunneicauda’'.

## Levnadssätt
Fläckig piggstjärt hittas i undervegetation i mossiga skogar. Där kryper den runt, ofta hängande upp och ner likt en nötväcka. Den ses enstaka eller i par, ofta som en del av kringvandrande artblandade flockar.

## Status och hot
Arten har ett stort utbredningsområde, men tros minska i antal, dock inte tillräckligt kraftigt för att den ska betraktas som hotad. Internationella naturvårdsunionen IUCN listar arten som livskraftig (LC). Beståndet uppskattas till i storleksordningen en halv miljon till fem miljoner vuxna individer.